# Liste der Baudenkmäler in Hallerndorf
Auf dieser Seite sind die Baudenkmäler in der oberfränkischen Gemeinde Hallerndorf zusammengestellt. Diese Tabelle ist eine Teilliste der Liste der Baudenkmäler in Bayern. Grundlage ist die Bayerische Denkmalliste, die auf Basis des Bayerischen Denkmalschutzgesetzes vom 1. Oktober 1973 erstmals erstellt wurde und seither durch das Bayerische Landesamt für Denkmalpflege geführt wird. Die folgenden Angaben ersetzen nicht die rechtsverbindliche Auskunft der Denkmalschutzbehörde.

## Baudenkmäler nach Gemeindeteilen

### Hallerndorf
| Lage                                                                       | Objekt                                  | Beschreibung | Akten-Nr.              | Bild           |
| -------------------------------------------------------------------------- | --------------------------------------- | --- | ---------------------- | -------------- |
| Am Nepomuk, am Weg nach Schlammersdorf jenseits der Aischbrücke (Standort) | Heiliger Nepomuk                        | Sandsteinplastik auf einem Sockel, bezeichnet „1722“ und „Renov. 1822“ | D-4-74-133-22 Wikidata | BW             |
| Forchheimer Straße 2 (Standort)                                            | Gasthaus und Brauerei Lieberth          | Zweigeschossiger traufständiger Mansardhalbwalmdachbau, mittleres 19. Jahrhundert | D-4-74-133-1 Wikidata  | BW             |
| Forchheimer Straße 2 (Standort)                                            | Ausleger                                | | D-4-74-133-1           | BW             |
| Forchheimer Straße 11 (Standort)                                           | Kruzifix                                | Wegkreuz, Holzkreuz mit giebelförmiger Überdachung, Korpus Dreinageltypus, 19. Jahrhundert                                                                                                 | D-4-74-133-2 Wikidata  | BW             |
| Kirchplatz 1 (Standort)                                                    | Portalvorbau des abgegangenen Pfarrhofs | Geohrter Durchgang mit Giebel, Sandstein, bezeichnet „1730“ | D-4-74-133-3 Wikidata  | BW             |
| Kirchplatz 1 (Standort)                                                    | Scheune                                 | Fachwerkbau mit Satteldach, 18. Jahrhundert | D-4-74-133-3           | BW             |
| Kirchplatz 3, neben Haus Nummer 7 (Standort)                               | Kruzifix                                | Wegkreuz, Holzkreuz mit giebelförmiger Überdachung auf Sandsteinsockel, Korpus Dreinageltypus, 19. Jahrhundert                                                                             | D-4-74-133-14 Wikidata | BW             |
| Kirchplatz 5 (Standort)                                                    | Katholische Pfarrkirche St. Sebastian   | Im Kern 15. Jahrhundert, Langhaus und Turm neugotisch, 1878–81 von Jakob Schmitt-Friderich; mit Ausstattung                                                                                | D-4-74-133-4 Wikidata  | weitere Bilder |
| Nähe Kreuzbergstraße, am westlichen Ortsausgang, neben Marter (Standort)   | Ruhstein                                | Sandsteinblock | D-4-74-133-18 Wikidata | BW             |
| Nähe Kreuzbergstraße, am westlichen Ortsausgang (Standort)                 | Marter                                  | Auf einem hochrechteckigen Sockel eine Sandsteinsäule mit vierseitigem Aufsatz und Eisenkreuz, 1747 gestiftet von S. Harnisch, aufgestellt zusammen mit dem Kreuzstein und einem Ruhestein | D-4-74-133-17 Wikidata | BW             |
| Nähe Kreuzbergstraße, am Weg nach Willersdorf (Standort)                   | Kreuzstein                              | Sandstein, 16./17. Jahrhundert, zusammen mit einer Martersäule und einem Ruhestein; ursprünglich weiter oben am Hang                                                                       | D-4-74-133-24 Wikidata | BW             |
| Leite (Standort)                                                           | Wegkapelle                              | Kleiner Satteldachbau mit polygonalem Chorabschluss, zweite Hälfte 19. Jahrhundert; an der Straße nach Kreuzberg                                                                           | D-4-74-133-21 Wikidata | BW             |
| Leite (Standort)                                                           | Kreuzstein                              | Kreuzstein mit eingemeißeltem Kreuz mit schlanken Armen; 19. Jahrhundert, Sandstein; an der Straße nach Willersdorf                                                                        | D-4-74-133-55          | BW             |
| Melmäcker, an der Straße nach Schnaid (Standort)                           | Immaculata                              | Standbild auf einem Vierkantsockel mit Platte, bezeichnet auf der Rückseite „1888“ | D-4-74-133-20 Wikidata | BW             |
| Mühlberg 2 (Standort)                                                      | Scheune                                 | Eingeschossiger giebelständiger Satteldachbau, Fachwerk, 18. Jahrhundert | D-4-74-133-6 Wikidata  | BW             |
| Schnaider Straße 12 (Standort)                                             | Nebengebäude                            | 19. Jahrhundert | D-4-74-133-9 Wikidata  | BW             |
| Schnaider Straße 12 (Standort)                                             | Scheune                                 | 19. Jahrhundert | D-4-74-133-9           | BW             |
| Trailsdorfer Straß, neben Nr. 7 (Standort)                                 | Kruzifiz                                | Wegkreuz, Holzkreuz mit giebelförmiger Überdachung auf Sandsteinsockel, Korpus Dreinageltypus, 19. Jahrhundert                                                                             | D-4-74-133-15 Wikidata | BW             |
| Trailsdorfer Straße 13 (Standort)                                          | Scheune                                 | Massiver giebelständiger Satteldachbau mit Toreinfahrt, Mitte 19. Jahrhundert | D-4-74-133-15 Wikidata | BW             |
| Trailsdorfer Straße 22 (Standort)                                          | Marter, sogenannte Überreuter Marter    | um 1800, bezeichnet 1846 (Renovierung) | D-4-74-133-102         | BW             |
| Trailsdorfer Straße 26 (Standort)                                          | Scheune                                 | Eingeschossiger Satteldachbau, Fachwerk, 18. Jahrhundert | D-4-74-133-16          | BW             |
| Von Hallerndorf nach Willersdorf (Standort)                                | Marter, sogenanntes Mauserkreuz         | Sandsteinsäule auf Sockel mit vierseitigem Aufsatz, Dübellöcher für Reliefplatten erhalten, bezeichnet „1744“                                                                              | D-4-74-133-23 Wikidata | BW             |
| Von-Seckendorf-Straße 10 (Standort)                                        | Ehemaliges Schloss: Graben              | und hochmittelalterliche Mauer in Teilen erhalten, 14./15. Jahrhundert und um 1600 | D-4-74-133-7 Wikidata  | BW             |
| Von-Seckendorf-Straße 10 (Standort)                                        | Ehemaliges Schloss: Forsthaus           | an der Westseite des ehemaligen Vorhofs, zweigeschossiger Walmdachbau, um 1700 | D-4-74-133-7 Wikidata  | BW             |

### Haid
| Lage                                         | Objekt              | Beschreibung | Akten-Nr.              | Bild                |
| -------------------------------------------- | ------------------- | --- | ---------------------- | ------------------- |
| Eichholz, am Weg nach Willersdorf (Standort) | Marter              | Mit ionischer Sandsteinsäule auf hochrechteckigem Sockel und vierseitigem Aufsatz, erste Hälfte 18. Jahrhundert                                             | D-4-74-133-30 Wikidata | BW                  |
| Haid 10 (Standort)                           | Katholische Kapelle | kleiner Massivbau mit polygonalem Chorabschluss und Firstreiter, bezeichnet 1825; mit Ausstattung                                                           | D-4-74-133-25 Wikidata | Katholische Kapelle |
| Haid 18, im Dorf (Standort)                  | Kruzifix            | Wegkreuz, kleines Steinkreuz auf hohem Inschriftensockel, Korpus Dreinageltypus, bezeichnet „1907“                                                          | D-4-74-133-28 Wikidata | BW                  |
| Haid 18, im Garten des Anwesens (Standort)   | Scheune             | Massiver Bau mit Eckpilastern, Krüppelwalmdach mit Fledermausgauben, 18./19. Jahrhundert; Marter, ionisierende Sandsteinsäule, erste Hälfte 18. Jahrhundert | D-4-74-133-26 Wikidata | Scheune             |
| Haid 29 (Standort)                           | Backhaus            | Kleiner verputzter Ziegelbau mit Satteldach und Schornstein, rundbogige Öffnung, 18. Jahrhundert                                                            | D-4-74-133-27 Wikidata | BW                  |
| Marterholz, östlicher Ortsausgang (Standort) | Marter              | Auf hochrechteckigem Sockel Sandsteinsäule und vierseitiger Aufsatz, Kreuz, erste Hälfte 18. Jahrhundert                                                    | D-4-74-133-29 Wikidata | BW                  |

### Kreuzberg
| Lage                                                                   | Objekt                                             | Beschreibung | Akten-Nr.               | Bild           |
| ---------------------------------------------------------------------- | -------------------------------------------------- | --- | ----------------------- | -------------- |
| Hintere Röte, nördlich des Weges nach Hallerndorf, im Acker (Standort) | Kreuzschlepper                                     | Figur eines Kreuz tragenden Christus auf einem längsrechteckigen Sockel, Sandstein, 19. Jahrhundert | D-4-74-133-35 Wikidata  | BW             |
| Kreuzberg, am Weg zur Wallfahrtskirche rechts im Wald (Standort)       | Wegkapelle                                         | Kleiner Massivbau mit Satteldach, 19. Jahrhundert; mit Ausstattung | D-4-74-133-36 Wikidata  | BW             |
| Kreuzberg; Kreuzkapelle, südlich des Friedhofs (Standort)              | Lieberth's Kellerhäusla, Kellerhaus und Bierkeller | Satteldachbau am Kellerzugang und tonnengewölbter Bierkeller, Sand- und Ziegelsteinmauerwerk, 1797, Schankraum von 1861 | D-4-74-133-100 Wikidata | BW             |
| Kreuzberg; Kreuzkapelle, südlich des Friedhofs (Standort)              | Kellergebäude der Brauerei                         | Massiver Flachdachbau auf längsrechteckigem Grundriss, bezeichnet „1828“ | D-4-74-133-32 Wikidata  | BW             |
| Kreuzkapelle (Standort)                                                | Katholische Wallfahrtskirche zum Heiligen Kreuz    | Massiver Steilsatteldachbau mit polygonalem Chorabschluss und Dachreiter, an der Stelle eines Vorgängerbaus 1463 errichtet, Veränderungen 1696/97, 1706 und 1750; mit Ausstattung; Beinhaus, Sandsteinquaderbau, bezeichnet „1753“ | D-4-74-133-31 Wikidata  | weitere Bilder |
| Kreuzberg (Standort)                                                   | Beinhaus                                           | Sandsteinquaderbau, bezeichnet „1753“ | D-4-74-133-31           | BW             |
| Kreuzberg (Standort)                                                   | Friedhofsmauer                                     | im Kern spätmittelalterlich | D-4-74-133-31           | BW             |
| Kreuzberg; Kreuzkapelle, östlich des Friedhofs (Standort)              | Grenzstein                                         | Hochrechteckiger Sandsteinblock mit Inschriften auf allen vier Seiten | D-4-74-133-34 Wikidata  | BW             |
| nördlich des Weges nach Hallerndorf, nahe beim Dorf                    | Flurdenkmal                                        | Pfeiler mit Gusseisenkreuz, 19. Jahrhundert; nicht nachqualifiziert, im Bayerischen Denkmal-Atlas nicht kartiert | D-4-74-133-37 Wikidata  | BW             |

### Pautzfeld
| Lage                                                                    | Objekt                                    | Beschreibung | Akten-Nr.              | Bild           |
| ----------------------------------------------------------------------- | ----------------------------------------- | --- | ---------------------- | -------------- |
| Brünnlein, südöstlich des Ortes an Altwasser der Regnitz (Standort)     | Kreuzstein                                | Frontseitig in einem Rahmenfeld nasenbesetztes Flachreliefkreuz, dessen Schaft in einen Spitzbogen übergeht, Sandstein; spätmittelalterlich | D-4-74-133-51 Wikidata | BW             |
| Fahrgasse 1 b, nordwestlich des Ortes (Standort)                        | Flurdenkmal                               | Pyramidenförmiger Stumpf auf einem hochrechteckigen Vierkantsockel mit schmalen diamantierten Feldern, 17./18. Jahrhundert, jedoch vor 1796 | D-4-74-133-48 Wikidata | BW             |
| Fahrgasse; Mistgarten, nördlich des Ortes, an der Straße (Standort)     | Kreuzstein                                | Frontseitig ein im Flachrelief herausgearbeitetes lateinisches Kreuz, 17./18. Jahrhundert | D-4-74-133-49 Wikidata | BW             |
| Fahrgasse; Mistgarten, am nördlichen Ortsausgang (Standort)             | Kreuzstein                                | Frontseitig in einem Rahmenfeld ein lateinisches Kreuz im Flachrelief; Anfang 19. Jahrhundert | D-4-74-133-50 Wikidata | BW             |
| Kanalstraße 2, gegenüber von Haus Nummer 18 (Standort)                  | Kruzifix                                  | Wegkreuz aus Sandstein auf Sockel mit Korpus, Dreinageltypus, neugotisch, bezeichnet „1869“ | D-4-74-133-38 Wikidata | weitere Bilder |
| Kapellenfeld (Standort)                                                 | Waldkapelle St. Maria                     | Kleiner Satteldachbau mit polygonalem Chorabschluss, von Sandsteinkreuz bekrönt, errichtet 1657, erneuert von Thomas Kröppelt 1878; mit Ausstattung | D-4-74-133-47 Wikidata | BW             |
| Nähe Pautzfelder Straße; Pautzfelder Straße, nahe der Kirche (Standort) | Kriegerdenkmal                            | Kriegerdenkmal, massiv aus Sandstein, zentrale rechteckige Säule mit Inschrift der Gefallenen beider Weltkriege, bekrönt von einer sitzenden Kriegerfigur mit Pferd, seitlich der Säule jeweils steinerne und nach außen abgerundete Ruhebänke, errichtet durch die Bildhauer Georg Leisgang (Forchheim) und August Storr (München), bez. auf der Rückseite 1924; nahe der Kirche. | D-4-74-133-41 Wikidata | weitere Bilder |
| Pautzfelder Straße 24 (Standort)                                        | Gemeindehaus                              | Zweigeschossiger traufständiger Walmdachbau mit Fachwerkobergeschoss, geohrte Fensterrahmungen im Erdgeschoss, nach heimatkundlicher Überlieferung von 1633, im Innern bezeichnet „1775“ | D-4-74-133-39 Wikidata | BW             |
| Pautzfelder Straße 24 (Standort)                                        | Gemeindescheune                           | Dreizoniger Werksteinbau mit Satteldach, Mitte 18. Jahrhundert | D-4-74-133-39          | BW             |
| Pautzfelder Straße 24 (Standort)                                        | Backhaus                                  | um 1900 | D-4-74-133-39          | BW             |
| Pautzfelder Straße 24 (Standort)                                        | Ziehbrunnen                               | Aus Holz auf Sandsteinsockel, 18. Jahrhundert, erneuert 2002 | D-4-74-133-39 Wikidata | BW             |
| Pautzfelder Straße 26 (Standort)                                        | Katholische Pfarrkirche Mariä Himmelfahrt | Chorturmkirche, Chorturm wohl um 1500, Langhaus und Umgestaltung des Chores 1710/11; mit Ausstattung | D-4-74-133-40 Wikidata | weitere Bilder |
| Pautzfelder Straße 26 (Standort)                                        | Kirchhofbefestigung                       | spätmittelalterliche Wehrmauer um die Kirche | D-4-74-133-40          | BW             |
| Pautzfelder Straße 26 (Standort)                                        | Grabmal                                   | von 1800 und Kruzifix eingemauert | D-4-74-133-40          | BW             |
| Pautzfelder Straße 26 (Standort)                                        | Lourdesgrotte                             | | D-4-74-133-40          | BW             |
| Pautzfelder Straße 26 (Standort)                                        | Ölberg                                    | 18. Jahrhundert | D-4-74-133-40          | BW             |
| Pautzfelder Straße 28 (Standort)                                        | Pfarrhaus                                 | Zweigeschossiger traufständiger Walmdachbau, Fassadengliederung mit Ecklisenen und gerahmten Fenstern, 1752–53; mit Ausstattung | D-4-74-133-43 Wikidata | BW             |
| Pautzfelder Straße 28 (Standort)                                        | Nebengebäude                              | 18. Jahrhundert | D-4-74-133-43          | BW             |
| Pautzfelder Straße 32 (Standort)                                        | Bauernhaus                                | Eingeschossiger giebelständiger Massivbau mit Satteldach, erste Hälfte 19. Jahrhundert | D-4-74-133-44 Wikidata | BW             |
| Pautzfelder Straße 32 (Standort)                                        | Holzlege                                  | frühes 19. Jahrhundert | D-4-74-133-44          | BW             |
| Pautzfelder Straße 46, gegenüber Haus Nummer 8 (Standort)               | Kruzifix                                  | Wegkreuz aus Holz mit Korpus, bezeichnet „1888“ | D-4-74-133-46 Wikidata | BW             |

### Schlammersdorf
| Lage                                                                                     | Objekt                                     | Beschreibung                                                                                                   | Akten-Nr.              | Bild                               |
| ---------------------------------------------------------------------------------------- | ------------------------------------------ | --- | ---------------------- | ---------------------------------- |
| Friedensstraße, auf der Verkehrsinsel Brückenstraße/Abzweigung Friedensstraße (Standort) | Kruzifix                                   | Gestufter Sockel mit Inschrift, darüber Kruzifix, Sandstein, 1961                                              | D-4-74-133-99 Wikidata | BW                                 |
| Schlammersdorfer Straße, an der Straße nach Willersdorf (Standort)                       | Kreuzstein                                 | Stark verwittert, wohl spätmittelalterlich                                                                     | D-4-74-133-54 Wikidata | BW                                 |
| Schlammersdorfer Straße (Standort)                                                       | Bildstock, sogenannte Weiße Marter         | Bildaufsatz mit vier leeren Bildnischen, Eisenkreuz, Rundsäule 1991 erneuert, erste Hälfte 18. Jahrhundert     | D-4-74-133-95 Wikidata | Bildstock, sogenannte Weiße Marter |
| Schlammersdorfer Straße 13 (Standort)                                                    | Katholische Filialkirche zur Kreuzerhöhung | Chorturmanlage um 1500, 1684 erhöht, Kirche seit 1956 Seitenschiff eines Neubaus, mit Ausstattung              | D-4-74-133-52 Wikidata | weitere Bilder                     |
| Schlammersdorfer Straße 13 (Standort)                                                    | Kirchhofmauer                              | | D-4-74-133-52          | BW                                 |
| Schlammersdorfer Straße 17 (Standort)                                                    | Gasthaus Witzgall                          | Zweigeschossiger Halbwalmdachbau mit Fachwerk, 18./19. Jahrhundert                                             | D-4-74-133-53 Wikidata | Gasthaus Witzgall                  |
| Schlammersdorfer Straße 17 (Standort)                                                    | Bräuhaus                                   | zweigeschossiger Mansarddachbau, massives Erdgeschoss bezeichnet „1811“, Fachwerkobergeschoss, 18. Jahrhundert | D-4-74-133-53          | BW                                 |
| Schlammersdorfer Straße 17 (Standort)                                                    | Scheune                                    | Fachwerkstadel, bezeichnet „1774“                                                                              | D-4-74-133-53          | BW                                 |
| Schlammersdorfer Straße 17 (Standort)                                                    | Hoftor                                     | | D-4-74-133-53          | BW                                 |
| Schlammersdorfer Straße 17 (Standort)                                                    | Holzlege                                   | | D-4-74-133-53          | BW                                 |
| Torfgruben (Standort)                                                                    | Kreuzstein                                 | Kreuzstein, Sandstein, wohl 17./18. Jahrhundert, südlich von Schlammersdorf.                                   | D-4-74-133-98 Wikidata | BW                                 |

### Schnaid
| Lage                                                                  | Objekt                                               | Beschreibung | Akten-Nr.              | Bild                              |
| --------------------------------------------------------------------- | ---------------------------------------------------- | --- | ---------------------- | --------------------------------- |
| Brechtlersäcker, westlich, etwa 300 m vor dem Ort (Standort)          | Sockel einer vormaligen Martersäule                  | Sandstein; 17. Jahrhundert | D-4-74-133-67 Wikidata | BW                                |
| Buchsweg, bei der Kapelle (Standort)                                  | Marter, sogenannte Kapellenmarter                    | Sandsteinsäule auf hochrechteckigem Sockel, Aufsatz mit Darstellung einer Pietà, bekrönt mit Doppelkreuz auf einer Kugel, erste Hälfte 18. Jahrhundert | D-4-74-133-66 Wikidata | Marter, sogenannte Kapellenmarter |
| Heiligkreuzäcker, an der Straße nach Stiebarlimbach (Standort)        | Kruzifix                                             | Wegkreuz, Sandsteinkreuz auf Sockel mit Korpus, Dreinageltypus, bezeichnet „1931“                                                                      | D-4-74-133-68 Wikidata | BW                                |
| In Schnaid; Schnaid 21; Schnaid 23; Schnaid 38; Schnaid 44 (Standort) | Brunnenhaus                                          | Offener Holzbau mit Zeltdach, 17. Jahrhundert | D-4-74-133-64 Wikidata | Brunnenhaus                       |
| Schnaid 1, Ortsausgang gegen Hallerndorf (Standort)                   | Kapelle St. Maria                                    | Kleiner verputzter Satteldachbau mit Giebel und rundbogiger Öffnung, bezeichnet „1734“                                                                 | D-4-74-133-65 Wikidata | BW                                |
| Schnaid 20 (Standort)                                                 | Kruzifix                                             | Wegkreuz, Sandsteinkreuz auf Sockel mit Korpus, Dreinageltypus, 19. Jahrhundert                                                                        | D-4-74-133-56 Wikidata | BW                                |
| Schnaid 23 (Standort)                                                 | Pfarrhaus                                            | Zweigeschossiger giebelständiger Walmdachbau mit Ecklisenen, 1798                                                                                      | D-4-74-133-57 Wikidata | BW                                |
| Schnaid 25 (Standort)                                                 | Wohnstallhaus                                        | Eingeschossiger giebelständiger Satteldachbau mit Sandsteinsockel, Fachwerkgiebel, erste Hälfte 18. Jahrhundert                                        | D-4-74-133-86 Wikidata | BW                                |
| Schnaid 33 (Standort)                                                 | Kreuzstein, sogenannter Schwedenstein oder Asylstein | Sandsteinplatte mit erhabenem, nasenbesetzten Kreuz; Standort nicht ursprünglich; wohl 17. Jahrhundert                                                 | D-4-74-133-58 Wikidata | weitere Bilder                    |
| Schnaid 37 (Standort)                                                 | Kruzifix                                             | Wegkreuz, gusseisernes Kreuz auf Sandsteinsockel, vergoldeter Korpus, drittes Viertel 19. Jahrhundert                                                  | D-4-74-133-59 Wikidata | BW                                |
| Schnaid 40 (Standort)                                                 | Katholische Pfarrkirche St. Peter und Paul           | Gedrungener Turm mit Fachwerkobergeschoss, 15./17. Jahrhundert, Langhaus 1864; mit Ausstattung; Muttergottes auf neugotischem Sockel, 19. Jahrhundert  | D-4-74-133-60 Wikidata | weitere Bilder                    |
| Schnaid 40, vor der Kirche (Standort)                                 | Muttergottes                                         | auf neugotischem Sockel, 19. Jahrhundert | D-4-74-133-60          | weitere Bilder                    |
| Schnaid 40 (Standort)                                                 | Friedhofsmauer                                       | | D-4-74-133-60          | BW                                |
| Schnaid 44 (Standort)                                                 | Kruzifix                                             | Wegkreuz, Sandsteinkreuz auf Sockel mit Korpus, Dreinageltypus, 19. Jahrhundert                                                                        | D-4-74-133-61          | BW                                |
| Schnaid 48 (Standort)                                                 | Kreuzstein, sogenannter Schwedenstein oder Asylstein | Erhabenes, nasenbesetztes Kreuz auf Bogensockel, Sandstein, spätmittelalterlich; stark verwittert, große Abschläge; Standort nicht ursprünglich        | D-4-74-133-62 Wikidata | weitere Bilder                    |
| Schnaid 53 (Standort)                                                 | Bauernhaus                                           | Eingeschossiger giebelständiger Satteldachbau, Eckpilaster, Mitte 19. Jahrhundert                                                                      | D-4-74-133-63 Wikidata | Bauernhaus                        |

### Stiebarlimbach
| Lage                                                              | Objekt                | Beschreibung | Akten-Nr.              | Bild           |
| ----------------------------------------------------------------- | --------------------- | --- | ---------------------- | -------------- |
| In Stiebarlimbach, am südlichen Ortsausgang (Standort)            | Marter                | Sandsteinsäule auf hochrechteckigem Sockel, vierseitiger Bildaufsatz, Reliefplatten nicht erhalten, bezeichnet „1726“ | D-4-74-133-73 Wikidata | weitere Bilder |
| In Stiebarlimbach (Standort)                                      | Ziehbrunnen           | Mit Satteldach, 18. Jahrhundert                                                                                       | D-4-74-133-69 Wikidata | BW             |
| In Stiebarlimbach; Stiebarlimbach 10, am Weg nach Haid (Standort) | Marter                | Sandsteinsäule auf hochrechteckigem Sockel mit vierseitigem Aufsatz, bezeichnet „1722“                                | D-4-74-133-74 Wikidata | weitere Bilder |
| Stiebarlimbach 4 (Standort)                                       | Wegkreuz              | Korpus, Dreinageltypus, Holz, 19. Jahrhundert; im Dorf                                                                | D-4-74-133-71 Wikidata | BW             |
| Stiebarlimbach 10, am westlichen Ortsausgang (Standort)           | Kruzifix              | Wegkreuz, mit altarähnlichem Untersatz und Muttergottes, bezeichnet „1920“                                            | D-4-74-133-72 Wikidata | BW             |
| Stiebarlimbach 14 (Standort)                                      | Bauernhof: Bauernhaus | zweigeschossiger Mansarddachbau mit Ecklisenen, bezeichnet „1838“                                                     | D-4-74-133-70 Wikidata | weitere Bilder |
| Stiebarlimbach 14 (Standort)                                      | Scheune               | Fachwerk, 18. Jahrhundert                                                                                             | D-4-74-133-70          | BW             |

### Trailsdorf
| Lage                     | Objekt                               | Beschreibung | Akten-Nr.              | Bild                                 |
| ------------------------ | ------------------------------------ | --- | ---------------------- | ------------------------------------ |
| Hauptstraße 2 (Standort) | Mühle                                | Baugruppe verschiedener Fachwerkbauten auf massivem Sockel, erste Hälfte 19. Jahrhundert; Scheune mit Wirtschaftsgebäude, erste Hälfte 19. Jahrhundert | D-4-74-133-87 Wikidata | BW                                   |
| Ringstraße 1 (Standort)  | Ehemalige Schule, heute Kindergarten | Zweigeschossiger Walmdachbau, Neue Sachlichkeit, 1933 von Wertmann und Flegler                                                                         | D-4-74-133-88 Wikidata | Ehemalige Schule, heute Kindergarten |

### Untere Mark
| Lage                    | Objekt    | Beschreibung | Akten-Nr.               | Bild |
| ----------------------- | --------- | --- | ----------------------- | ---- |
| Kastenschlag (Standort) | Bildstock | sogenannte Überreuter Marter, rechteckiger ornamentierter Schaft auf Rechtecksockel, Aufsatz mit vier leeren Bildnischen, bezeichnet „1846“ (Erneuerung) und „1926“ (Renovierung) | D-4-74-133-101 Wikidata | BW   |

### Willersdorf
| Lage                                                                                | Objekt                                   | Beschreibung | Akten-Nr.              | Bild                  |
| ----------------------------------------------------------------------------------- | ---------------------------------------- | --- | ---------------------- | --------------------- |
| In Willersdorf; Willersdorf 85, am südöstlichen Ortsausgang neben Marter (Standort) | Kruzifix                                 | Gusseisern auf hohem Pfeiler mit kleiner Figurennische, bezeichnet „1895“                                                           | D-4-74-133-85 Wikidata | BW                    |
| In Willersdorf; Willersdorf 85, am südöstlichen Ortsausgang (Standort)              | Marter                                   | Sandsteinsäule mit vierseitigem Aufsatz (Reliefplatten nicht erhalten), von eisernem doppelarmigen Kreuz bekrönt, bezeichnet „1705“ | D-4-74-133-83 Wikidata | BW                    |
| Kr FO 10, auf der Brücke (Standort)                                                 | Heiliger Nepomuk                         | Standbild aus Kalkstein, bezeichnet „1922“                                                                                          | D-4-74-133-82 Wikidata | BW                    |
| Marter, am östlichen Ortsrand                                                       | Rundpfeiler                              | Bezeichnet „1828“; nicht nachqualifiziert, im Bayerischen Denkmal-Atlas nicht kartiert                                              | D-4-74-133-84 Wikidata | BW                    |
| Willersdorf 108 (Standort)                                                          | Brauereigasthaus Rittmayer               | Zweigeschossiger giebelständiger Satteldachbau mit geohrten Fensterrahmungen, Ecklisenen und Geschossgesimsen, um 1700              | D-4-74-133-78 Wikidata | BW                    |
| Willersdorf 117 (Standort)                                                          | Katholische Pfarrkirche St. Bartholomäus | Chorturmkirche, im Kern 15. Jahrhundert, Langhaus „1701“ (bezeichnet) von Bonaventura Rauscher; mit Ausstattung                     | D-4-74-133-75 Wikidata | weitere Bilder        |
| Willersdorf 117 (Standort)                                                          | Kapelle                                  | 18. Jahrhundert | D-4-74-133-75          | BW                    |
| Willersdorf 119 (Standort)                                                          | Hofanlage: Bauernhaus                    | zweigeschossiger Walmdachbau mit Ecklisenen, erste Hälfte 19. Jahrhundert                                                           | D-4-74-133-80 Wikidata | Hofanlage: Bauernhaus |
| Willersdorf 119 (Standort)                                                          | Hofanlage: Scheune                       | Satteldachbau mit zwei Toreinfahrten                                                                                                | D-4-74-133-80 Wikidata | BW                    |
| Willersdorf 117 (Standort)                                                          | Hofanlage: Nebengebäude                  | mit Backhaus des 18. Jahrhunderts                                                                                                   | D-4-74-133-80 Wikidata | BW                    |
| Willersdorf 157; Am Erleinsee (Standort)                                            | Mühle                                    | Aus mehreren Gebäuden bestehende Anlage, im Kern Bau des 18. Jahrhunderts, stark erneuert und erweitert                             | D-4-74-133-81 Wikidata | Mühle                 |
| Willersdorf 157 (Standort)                                                          | Mühle: Scheune                           | zugehöriges Fachwerkstadel, 18. Jahrhundert                                                                                         | D-4-74-133-81 Wikidata | BW                    |
| Am Erleinsee; Von Willersdorf nach Haid (Standort)                                  | Mühle: Backhaus                          | 18. Jahrhundert | D-4-74-133-81          | BW                    |
| Willersdorf 157 (Standort)                                                          | Mühle: Kruzifix                          | mit Mutter Gottes, bezeichnet „1908“                                                                                                | D-4-74-133-81          | BW                    |

## Ehemalige Baudenkmäler
In diesem Abschnitt sind Objekte aufgeführt, die früher einmal in der Denkmalliste eingetragen waren, jetzt aber nicht mehr. Objekte, die in anderem Zusammenhang also z. B. als Teil eines Baudenkmals weiter eingetragen sind, sollen hier nicht aufgeführt werden. Aktennummern in diesem Abschnitt sind ehemalige, jetzt nicht mehr gültige Aktennummern.

| Lage                                                     | Objekt            | Beschreibung                                                                             | Akten-Nr.              | Bild |
| -------------------------------------------------------- | ----------------- | ---------------------------------------------------------------------------------------- | ---------------------- | ---- |
| Am westlichen Ortsausgang                                | Kreuzstein        | 16./17. Jahrhundert                                                                      | D-4-74-133-19 Wikidata | BW   |
| Hallerndorf Birkenschlag, an der Straße nach Willersdorf | Kreuzstein        | Mit eingemeißeltem Kreuz mit schlanken Armen, Sandstein                                  | D-4-74-133-55 Wikidata | BW   |
| Hallerndorf Kreuzbergstraße, vor Nr. 7                   | Wegkreuz          | 19. Jahrhundert                                                                          | D-4-74-133-5           | BW   |
| Trailsdorfer Straße 4                                    | Gasthaus Rittmayr | Zweigeschossiger traufständiger Walmdachbau, zweite Hälfte 18. Jahrhundert               | D-4-74-133-12 Wikidata | BW   |
| Schnaider Straße 12                                      | Bauernhaus        | Eingeschossiger giebelständiger Fachwerkbau mit Satteldach, erste Hälfte 19. Jahrhundert | D-4-74-133-9 Wikidata  | BW   |
| Marter, vor dem Eingang des Friedhofs                    | Sandsteinsockel   | 17./18. Jahrhundert                                                                      | D-4-74-133-33 Wikidata | BW   |

## Abgegangene Baudenkmäler
In diesem Abschnitt sind Objekte aufgeführt, die früher einmal in der Denkmalliste eingetragen waren, jetzt aber nicht mehr existieren, z. B. weil sie abgebrochen wurden. Aktennummern in diesem Abschnitt sind ehemalige, jetzt nicht mehr gültige Aktennummern.

| Lage                                  | Objekt     | Beschreibung | Akten-Nr.     | Bild |
| ------------------------------------- | ---------- | --- | ------------- | ---- |
| Willersdorf Willersdorf 94 (Standort) | Bauernhaus | Erste Hälfte 19. Jahrhundert; nicht nachqualifiziert, im Bayerischen Denkmal-Atlas nicht kartiert; an dessen Stelle steht ein Garagenneubau; Eintrag mit Stand 25. Dezember 2024 noch in der Denkmalliste | D-4-74-133-79 | BW   |